# Baarhuis (Haren, Noord-Brabant)
Het baarhuis op het R.K. kerkhof in de Nederlandse plaats Haren (Noord-Brabant) is een rijksmonument.

## Beschrijving
Het neogotische baarhuis met calvarieberg (ca. 1900) staat op het kerkhof van de R.K. Sint Lambertuskerk. Het gebouwtje heeft een rechthoekige plattegrond en bakstenen, vensterloze gevels met een tandlijst. Het zadeldak is gedekt met muldenpannen. Er zitten twee toegangsdeuren aan de zuidkant. Onder een houten overstek aan de westelijke kant hangt tegen de gevel een houten kruis met een kunststenen corpus. Aan weerszijden van het crucifix werden in het muurwerk blinde spitsboognissen uitgespaard, met elk een bakstenen sokkel voor een beeld.
Het baarhuis werd in 2001 opgenomen in het Rijksmonumentenregister, vanwege de "cultuurhistorische waarde als uitdrukking van een geestelijke ontwikkeling. De objecten maken deel uit van een waardevolle groep kerkelijke bebouwing en zijn daarnaast gaaf bewaard gebleven. De combinatie van baarhuis met calvarieberg is zeldzaam."